# Hotteok
Hotteok (kor. 호떡, chiń. 胡, wym. [ho.t͈ək̚]) – rodzaj nadziewanego naleśnika, spożywany w Korei i Chinach. Jest popularnym street foodem w Korei Południowej. Zwykle spożywany jest w sezonie zimowym. Ze względu na wysoką zawartość cukru jeden hotteok ma około 230 kilokalorii.

## Przygotowanie
Składnikami na ciasto hotteok są: mąka pszenna lub z ryżu kleistego, woda, mleko, cukier i drożdże. Garstka wyrośniętego ciasta jest napełniana słodką mieszanką, która zwykle zawiera brązowy cukier, miód, posiekane orzeszki ziemne i cynamon. Nadziane ciasto, sprasowane w duży okrąg, jest następnie umieszczane na natłuszczonej patelni i smażone na małym ogniu.
Od początku XXI wieku powstało wiele odmian, takich jak hotteok z zieloną herbatą, z bokbunja, z kukurydzy, z sosem do pizzy i inne. Komercyjne produkty przeznaczone do przyrządzenia w domu zostały opracowane i są sprzedawane przez takie firmy jak Samyang, Ottogi i CJ.

## Pochodzenie

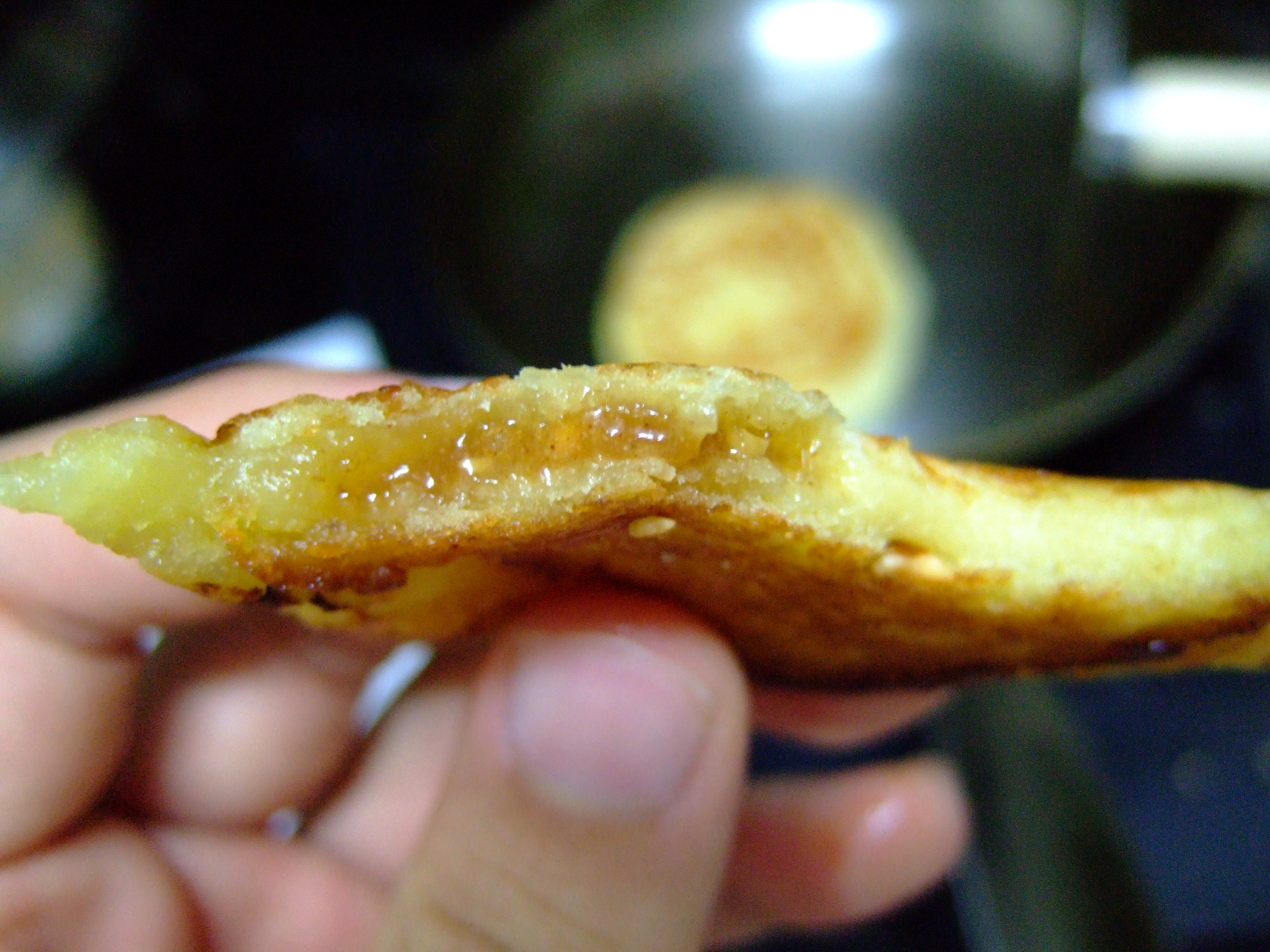
Nadzienie

Powszechnie uważa się, że hotteok został sprowadzony przez chińskich kupców, którzy wyemigrowali do Korei na przełomie XIX i XX wieku. Coraz częściej zmieniali oni swoją kuchnię, aby dostosować ją do gustów Koreańczyków. Oryginalna chińska przekąska różniła się od koreańskiej wersji – często zawierała pikantne nadzienia mięsne, z pora lub nie była nadziewana, więc aby ją odróżnić otrzymała obecną nazwę. Hotteok w koreańskim stylu został wyprodukowany i sprzedawany w Inczon.

## Powiedzenia związane zhotteokiem
Koreańczycy używają powiedzenia hotteogjib-e bulnassda (kor. 호떡집에 불났다), aby odnieść się do hałaśliwych sytuacji. Uważa się, że źródłem tego wyrażenia mogło być to, że Koreańczycy uważali chińskich kupców za bardzo głośnych. Jeśli ich sklepy z hotteok zostały spalone, kupcy musieli rozmawiać o przyczynie pożaru lub wypadkach w tonalnym języku chińskim.